# Constante de atenuação
A constante de atenuação na eletrônica é a parte real da constante de propagação. A parte imaginária é a constante de fase, também chamada de constante de comprimento de onda.
A constante de atenuação mostra diretamente o quanto a intensidade da onda diminui depois de um metro.
```
Intensidade = constante de atenuação * intensidade inicial 
```

A constante de atenuação (α) tem unidade de Neper por metro (Np/m) e se relaciona com a atenuação pela seguinte fórmula 
{\displaystyle A=20\alpha log(e)=8,686\alpha }
Sendo que A tem unidade de dB/m.